# Sunburst
Sunburst és una població dels Estats Units a l'estat de Montana. Segons el cens del 2000 tenia 415 habitants.

## Demografia
Segons el cens del 2000, Sunburst tenia 415 habitants, 158 habitatges, i 114 famílies. La densitat de població era de 97,7 habitants per km².
Dels 158 habitatges en un 37,3% hi vivien nens de menys de 18 anys, en un 63,9% hi vivien parelles casades, en un 4,4% dones solteres, i en un 27,8% no eren unitats familiars. En el 22,8% dels habitatges hi vivien persones soles el 8,2% de les quals corresponia a persones de 65 anys o més que vivien soles. El nombre mitjà de persones vivint en cada habitatge era de 2,63 i el nombre mitjà de persones que vivien en cada família era de 3,13.
Per edats la població es repartia de la següent manera: un 29,9% tenia menys de 18 anys, un 6% entre 18 i 24, un 26,3% entre 25 i 44, un 24,8% de 45 a 60 i un 13% 65 anys o més.
L'edat mediana era de 38 anys. Per cada 100 dones de 18 o més anys hi havia 95,3 homes.
La renda mediana per habitatge era de 38.250 $ i la renda mediana per família de 39.038 $. Els homes tenien una renda mediana de 34.500 $ mentre que les dones 18.333 $. La renda per capita de la població era de 15.244 $. Aproximadament l'1,7% de les famílies i el 4,1% de la població estaven per davall del llindar de pobresa.

## Poblacions més properes
El següent diagrama mostra les poblacions més properes.